# Пентапразеодимтрисвинец
Пентапразеодимтрисвинец — бинарное неорганическое соединение, интерметаллид празеодима и свинца с формулой Pb3Pr5, кристаллы.

## Получение
- Сплавление стехиометрических количеств чистых веществ:

{\displaystyle {\mathsf {5Pr+3Pb\ {\xrightarrow {1495^{o}C}}\ Pb_{3}Pr_{5}}}}

## Физические свойства
Пентапразеодимтрисвинец образует кристаллы гексагональной сингонии, пространственная группа P 63/mcm, параметры ячейки a = 0,9337 нм, c = 0,6814 нм, Z = 2,
структура типа трисилицида пентамарганца Mn5Si3.
Соединение конгруэнтно плавится при температуре 1495 °C.